# Кочо
Кочо (на уйгурски: Xoqo; на китайски: 高昌 - Гаочан) е столицата (с тюркското название) на създадената след 866 г. в Турфанския оазис уйгурска държава (княжество).
Други наименования на Кочо са Чинанджкент (у Гардизи), Чинанджкас (в „Худуд ал-Алем“), Кара Ходжа и пр.
За основател на Уйгурската държава се смята Буку Чин, а първа нейна столица е Бешбалик (кит.: Бейтин, иран.: Пенджикент) в Джунгария (дн. Северозападен Китай).
Уйгурската държава на Кочо просъществува до монголското нашествие, когато се подчинява мирно на Чингис хан. Последен неин владетел е Токлуг Темюр (1347-1365).